# 南阳湖大桥
南阳湖大桥是一座连接于洪新城与和平区横跨的浑河的斜拉桥，也是102国道和304国道的一部分。

## 特点
开工时是世界最宽的斜拉桥，后被嘉绍大桥超越。

## 建设
由中铁九局建设。

### 停工
2009年6月因资金短缺开始停工，后继续建设。

## 作用
改善了沈阳西部的交通环境，促进了于洪新城的发展。